# Callulops personatus
Callulops personatus es una especie de anfibios de la familia Microhylidae.

## Distribución geográfica
Se encuentra en Indonesia y Papúa Nueva Guinea.